# لوردانا توما
لوردانا توما (رومانیایی: Loredana Toma؛ زادهٔ ۱۰ مهٔ ۱۹۹۵) وزنه‌بردار اهل رومانی است.

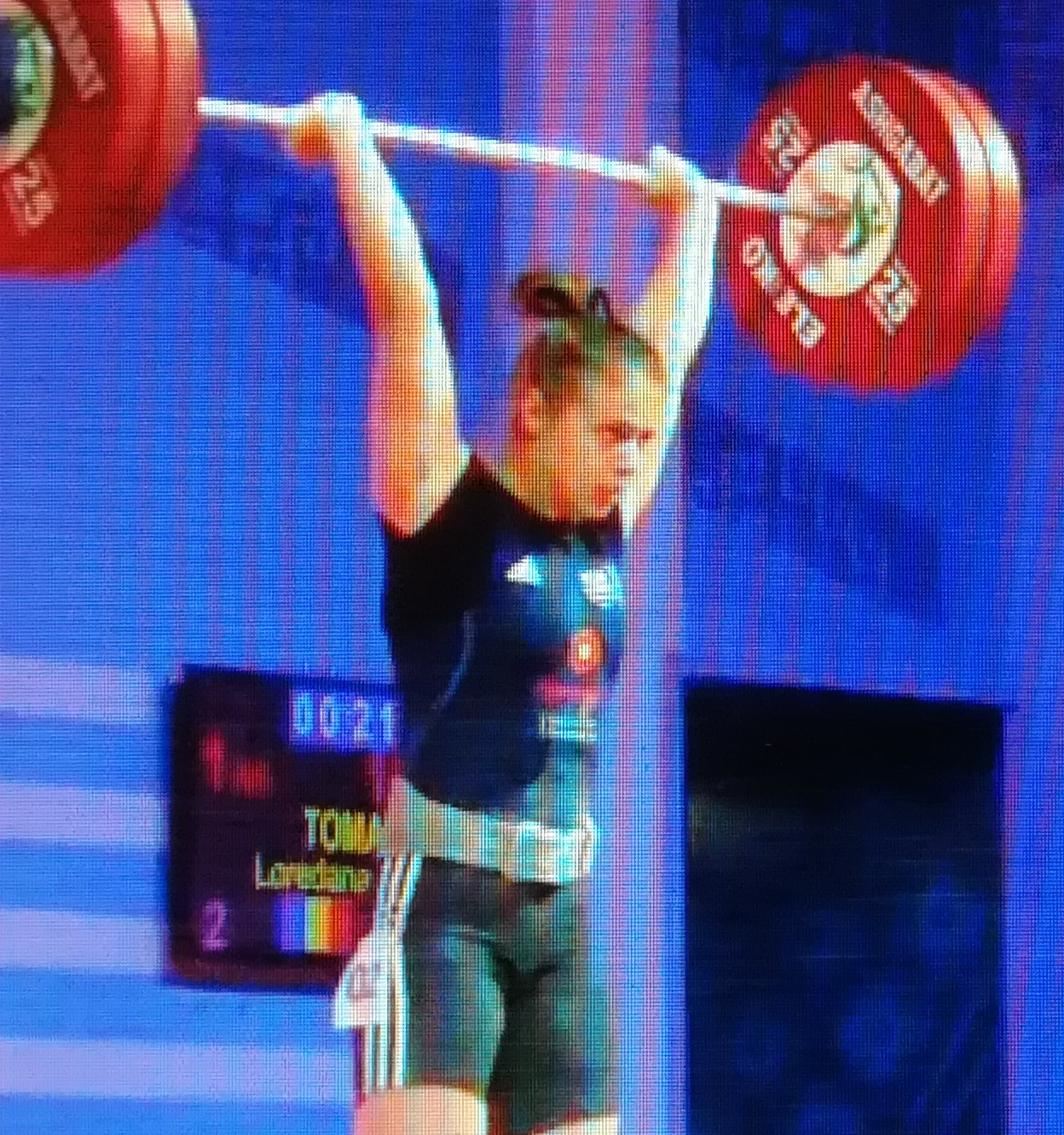

وی در مسابقات کشوری و بین‌المللی در مجموع برندهٔ ۸ مدال طلا، ۳ مدال نقره، ۲ مدال برنز شده‌است.